# 黑罗尔迪斯豪森
黑罗尔迪斯豪森是德国图林根州的一个市镇。总面积3.20平方公里，总人口209人，其中男性102人，女性107人（2011年12月31日），人口密度65人/平方公里。